# Carew Castle
Carew Castle (walesiska: Castell Caeriw) är ett slott i Storbritannien.   Det ligger i kommunen Pembrokeshire och riksdelen Wales, i den södra delen av landet, 300 km väster om huvudstaden London. Carew Castle ligger 11 meter över havet.
Terrängen runt Carew Castle är huvudsakligen platt. Carew Castle ligger nere i en dal.  Närmaste större samhälle är Pembroke, 6,2 km väster om Carew Castle. Trakten runt Carew Castle består i huvudsak av gräsmarker.